# Juma Ikangaa
Juma Ikangaa (* 19. Juli 1957 in Dodoma) ist ein ehemaliger tansanischer Marathonläufer, der in den 1980er Jahren bei vielen Rennen vordere Platzierungen erreichte. 

## Karriere
Seinen Durchbruch zur Weltklasse erreichte Juma Ikangaa, als er bei den Commonwealth Games 1982 in Brisbane in 2:09:30 Stunden Silber gewann, nur zwölf Sekunden hinter dem australischen Sieger Robert De Castella. Bei den Olympischen Spielen 1984 wurde der Marathonlauf bis zur Hälfte stark von Juma Ikangaa und seinem Landsmann Gidamis Shahanga geprägt. Während Shahanga dann zurückfiel, hielt sich Ikangaa bis zur 35-Kilometer-Marke in der Spitzengruppe, erst als der spätere Sieger Carlos Lopes das Tempo verschärfte, musste Ikangaa abreißen lassen. Am Ende belegte er in 2:11:10 Stunden den sechsten Platz. 1983 und 1984 siegte Ikangaa beim Melbourne-Marathon, 1984 auch beim Männer-Marathon in Tokio.
1986 gewann Ikangaa erneut in Tokio und verbesserte seine Bestzeit auf 2:08,10 Stunden. Ende 1986 gewann er auch den Fukuoka-Marathon. 1987 belegte Ikangaa den siebten Platz bei den Weltmeisterschaften in Rom, im Oktober gewann er den Peking-Marathon. 1988 belegte Ikangaa den zweiten Platz in Tokio und beim Boston-Marathon, bei den Olympischen Spielen 1988 war Ikangaa bis Kilometer 35 wie schon vier Jahre zuvor in der Spitzengruppe und belegte am Ende in 2:13:06 Stunden den siebten Platz. 
1989 belegte Ikangaa erneut den zweiten Platz in Boston, siegte aber im Herbst beim New-York-City-Marathon in 2:08:01 Stunden. 1990 belegte er zum dritten Mal in Folge den zweiten Platz in Boston. Bei den Commonwealth Games 1990 wurde Ikangaa Elfter. Ikangaa lief noch einige Jahre bei großen Rennen mit, konnte aber keine vorderen Platzierungen mehr erreichen.

## Erfolge und Platzierungen im Überblick

### Olympische Spiele
- 1984 Platz 6
- 1988 Platz 7
- 1992 Platz 34

### Weltmeisterschaften
- 1983 Platz 15
- 1987 Platz 6
- 1993 Platz 21
- 1995 Platz 43

### Commonwealth Games
- 1982 Platz 2 Silber
- 1990 Platz 11

### Siege bei Stadt-Marathons
- 1983 Melbourne
- 1984 Melbourne
- 1984 Tokio
- 1986 Tokio
- 1986 Fukuoka
- 1987 Peking
- 1989 New York City